# Paul Scarron
Paul Scarron, écuyer et seigneur de Fougerest, Beauvais et La Rivière né le 4 juillet 1610 à Paris est mort le 6 octobre 1660 à Paris, est un écrivain français contemporain du règne de Louis XIII et du début de celui de Louis XIV. Son ouvrage le plus connu est Le Roman comique.

## Biographie

Armes des Scaron

Issu de la noblesse de robe, septième enfant de Paul Scarron dit L'Apostre, écuyer, seigneur de Beauvais et de La Guespière, conseiller au parlement de Paris à la Cour des comptes, et de Gabrielle Goguet, il entre dans les ordres en 1629. Inquiet du mode de vie adopté par son fils, son père essaie en vain, en 1632, d’obtenir pour lui, de Richelieu, le prieuré clunisien de Rumilly. Il est finalement placé dans l’entourage de l’évêque du Mans comme « domestique », au sens d’officier commensal. Il vit au Mans de 1632 à 1640, dans l'entourage de l'évêque Charles de Beaumanoir et fréquente les salons provinciaux. En 1638, il est atteint d’une maladie (sans doute une spondylarthrite ankylosante) qui finit par lui paralyser les jambes, la colonne et la nuque. Selon la légende, la cause serait un bain dans l'eau glacée, durant le carnaval. À partir de 1638, Scarron n’est plus qu’un corps, tordu et perclus, immobilisé dans un « cul-de-jatte » (mot qu'il emploie avec le sens de « sorte de jatte servant à ceux qui n'ont plus l'usage de leurs jambes »), tel qu’il s’est dépeint lui-même : 
Il n'est plus temps de rimailler ;

On m'a dit qu'il faut détaller :

Moi, qui suis dans un cul de jatte ;

Qui ne remue ni pied ni patte,

Et qui n'ai jamais fait un pas,

Il faut aller jusqu'au trépas.
Tordu dans la forme d'un Z, les genoux rentrés dans l'estomac, la tête penchée sur l'épaule et qu'il ne pouvait redresser, les bras immobiles jusqu'au poignet, il ne se déplaçait qu'à l'aide d'un fauteuil roulant. Il prenait de fortes quantités d'opium qui ne soulageaient pas sensiblement son martyre. Il commence à écrire ses premières œuvres à partir de 1643.
Il rentre à Paris et en 1652, à 42 ans, il épouse une orpheline sans fortune âgée de seize ans et demi, Françoise d'Aubigné, petite-fille d'Agrippa d'Aubigné et future Madame de Maintenon (qui, selon ses dires, lui apporta « deux grands yeux fort mutins, un très beau corsage, une paire de belles mains, et beaucoup d'esprit »). Il ouvre un salon dans le quartier du Marais, qui sera bientôt couru par tous les familiers du Louvre et surtout grâce à son mariage, ce qui fit de lui une nouvelle fable de Paris : à l'annonce de son mariage, Anne d'Autriche se serait écriée : « Une femme ? C'est le meuble le plus inutile de sa maison ! » Il possédait une propriété de campagne à Fontenay-aux-Roses. 
Il fut inhumé dans l'église Saint-Gervais. Lui-même rappelle ses souffrances dans sa propre épitaphe, devenue célèbre :
Celui qui cy maintenant dort

Fit plus de pitié que d'envie,

Et souffrit mille fois la mort

Avant que de perdre la vie.

Passant, ne fais ici de bruit

Garde bien que tu ne l'éveilles :

Car voici la première nuit

Que le pauvre Scarron sommeille.

## Œuvres
Scarron représente le genre burlesque dans la comédie du XVIIe siècle. En 1643, son Recueil de quelques vers burlesques est l'origine d'une vogue immense. Il publie ensuite Le Typhon (1644), puis de 1648 à 1652 le Virgile travesti, parodie de l'Énéide.
Tout en écrivant ses meilleures comédies (Jodelet ou le Maître valet, 1645, L'Héritier Ridicule, 1650, et Don Japhet d'Arménie, 1653), Scarron rédige également un roman, Le Roman comique, écrit dans un style satirique, direct et simple, à l'opposé des romans sentimentaux et littéraires à la mode de ce temps. Il appartient au mouvement Baroque Il est considéré comme son chef-d'œuvre et inspirera Théophile Gautier pour son Capitaine Fracasse, une parodie joyeuse du Roman comique de Scarron. La première partie est publiée en 1651, la seconde en 1657. Scarron meurt avant d'avoir écrit la troisième.
Il est également l'auteur de plusieurs autres comédies : L'Écolier de Salamanque (1654), Le Marquis ridicule ou la comtesse faite à la hâte (1655), La Fausse Apparence (1657), Le Prince corsaire (1658).
Presque toutes ses pièces sont imitées de modèles espagnols, notamment de Tirso de Molina et de Francisco de Rojas, et il a traduit deux nouvelles de Maria de Zayas dans Le Roman comique.

## Éditions notables des œuvres

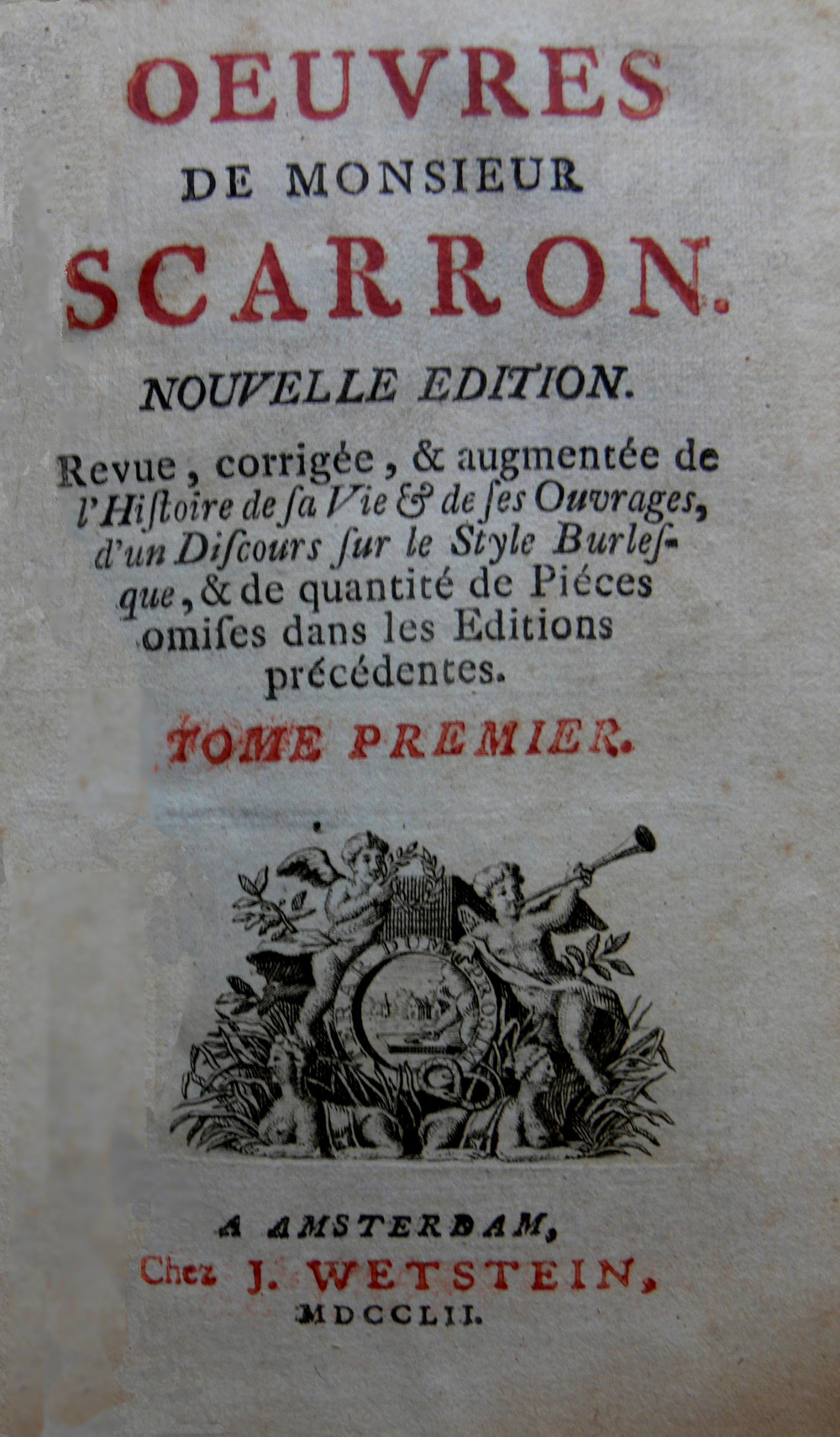
Édition de 1752.

- Œuvres, Paris, Toussainct Quinet, 1648-1651. Réunion factice de plusieurs œuvres de Scarron toutes parues chez le même éditeur avec leurs pages de titre et leurs privilèges respectifs : Typhon ou la gigantomachie, 1648 chez Toussaint Quinet ; La relation véritable de tout ce qui s'est passé en l'autre monde, au combat des parques et des poètes, sur la mort de Voitures et autres pièces burlesques, 1649 chez Toussaint Quinet ; Le Iodelet, 1648 chez Toussaint Quinet ; Les trois Dorotées, 1651 chez Toussaint Quinet ; L'héritier ridicule, 1650 chez Toussaint Quinet.
- Typhon ou la Gigantomachie, 1668 ; Le Virgile Travesty en vers burlesques, 1668 ; Le Romant Comique en 2 parties, 1668 ; Le Romant Comique en 3 parties, 1678-1680 ; Les Nouvelles Œuvres Tragi-comiques, 1668 ; Les Dernières Œuvres, 1668. Amsterdam, Abraham Wolfgang, 1668-1680, 12 tomes en 7 volumes. Le roman comique de m. scarron première partie. a paris chez michel david, quay des auguftins,a la providence.1697.avec prilége du roi.
- Œuvres de Monsieur Scarron. Nouvelle edition, Revue, corrigee, & augmentee de quantite de Pieces omises dans les Editions precedentes. On y a joint Une Epitre Dedicatoire a l'Auteur, l'Histoire de Sa Vie et ses Ouvrages. Et un discours sur le Style Burlesque, Amsterdam, J. Wetstein & G. Smith, 1737.
- Œuvres, nouvelle édition, revue, corrigée et augmentée, Paris, David, Durand, Pissot, 1752, 12 volumes.
- Œuvres de Monsieur de Scarron. Nouvelle édition. Revue, corrigée, & augmentée de… quantité de pièces omises dans les éditions précédentes, Amsterdam, Wetstein, 1752, 7 volumes. Édition rare et très complète. Elle est considérée comme la plus jolie en même temps que la meilleure (voir Émile Magne, Bibliographie générale des œuvres de Scarron, nº 403).
- Le Roman comique, Janet et Hubert, 1796, 3 volumes.
- Les Hypocrites, rééd. Mille et une nuits, Paris, 2005 (avec une postface de Joël Gayraud).
- Le Jodelet Duelliste, édition critique par Jonathan Carson, coll. textes littéraires français, 528, Genève, Librairie Droz, 2000, 207p.
- Paul Scarron, Théâtre complet, édition établie et présentée par Véronique Sternberg, Éditions Honoré Champion, 2009 2 vol., 1272 p., reliés.  (ISBN 978-2-7453-1439-0)

## Hommages
- Il existe depuis 1979 une rue Scarron dans le quartier Saint-Ambroise du 11e arrondissement de Paris.
- Une rue Paul Scarron existe aussi à Nazelles-Négron (Indre-et-Loire) près de l'endroit où il posséda une demeure. À noter que devant ce manoir passe une rue improprement nommée « Duchesse-de-la-Vallière » alors que Scarron avait épousé la future Mme de Maintenon. Il existe une cité scolaire Paul Scarron à Sillé-le-Guillaume, avec une salle nommée « Mme de Maintenon » dans la Sarthe.
- Une rue Scarron existe au Mans, ainsi qu'un théâtre Paul-Scarron. La maison où il a vécu est toujours présente dans le vieux Mans.
- Un lycée à Sillé-le-Guillaume porte son nom.
- Dans Le Roi Soleil, son rôle est interprété par Tommy Pascal (doublé par Baptiste Oberson).
- Dans L'Allée du Roi de Nina Companez, son rôle est interprété par Michel Duchaussoy.
- Dans le spectacle Le Fabuleux Noël du Château de Maintenon, une scène retrace son mariage avec Françoise d'Aubigné, future Marquise de Maintenon[9].